# Monobia anomala
Monobia anomala är en stekelart som beskrevs av Henri Saussure 1852. Monobia anomala ingår i släktet Monobia och familjen Eumenidae. Inga underarter finns listade i Catalogue of Life.